# Jugoslávská liga ledního hokeje 1958/1959
Sezóna 1958/1959 byla 17. sezónou Jugoslávské ligy ledního hokeje. Vítězem se stal tým HK Jesenice. Turnaj se konal ve dnech 9. ledna až 18. února 1958.

## Konečná tabulka
1. HK Jesenice
2. HK Ljubljana
3. HK Partizan
4. HK Crvena Zvezda Bělehrad
5. HK Tašmajdan Bělehrad
6. SD Záhřeb